# Serhij Kyslyzja

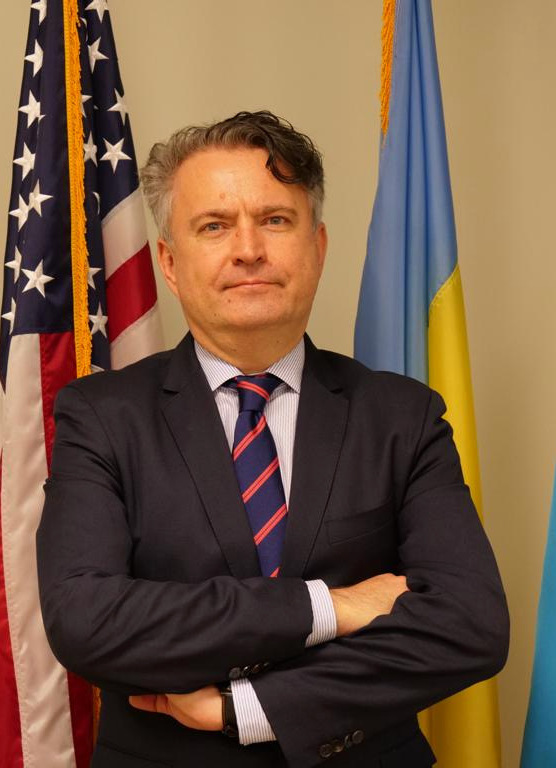
Serhij Kyslyzja (2020)

Serhij Olehowytsch Kyslyzja (ukrainisch Сергій Олегович Кислиця; * 15. August 1969 in Kiew, Ukrainische SSR, Sowjetunion) ist ein ukrainischer Diplomat. Von 2020 bis 2024 war er Ständiger Vertreter der Ukraine bei den Vereinten Nationen fungiert. Seit 2025 ist er stellvertretender Außenminister seines Heimatstaates; ein Amt, das er bereits von 2014 bis 2019 innehatte.

## Leben und Karriere
Kyslyzja absolvierte die Nationale Taras-Schewtschenko-Universität Kiew mit einem Cum-laude-Abschluss als Master of Arts in Völkerrecht. Er spricht neben Ukrainisch fließend Englisch, Russisch, Französisch und Spanisch.
Kyslyzja bekam 1992 eine Stelle als Praktikant bei der KSZE sowie in der Abteilung für regionale europäische Zusammenarbeit des Außenministeriums und erhielt 1993 den Rang eines Attachés.
Es folgten Verwendungen unter anderem als Leiter der Sektion für den Europarat im Außenministerium sowie als Zweiter bzw. Erster Sekretär und Sonderassistent des Botschafters in Belgien, den Niederlanden und Luxemburg sowie bei der Mission der Ukraine bei der NATO. Kyslyzja war ferner Mitglied der Delegation der Ukraine zur UN-Generalversammlung.
Von 2001 bis 2005 war Kyslyzja in verschiedenen Funktionen in der ukrainischen Botschaft in den Vereinigten Staaten tätig. Von 2006 bis 2014 war er Generaldirektor für Internationale Organisationen im ukrainischen Außenministerium und wurde im März 2014 zum stellvertretenden Außenminister der Ukraine ernannt. Von 2014 bis 2015 war er Co-Vorsitzender der Arbeitsgruppe zur Ausarbeitung einer nationalen Strategie für die Durchsetzung der Menschenrechte. Ab 2015 war er zudem Vorsitzender der Kommission für Geschlechtergleichstellung des Europarats.
Kyslyzja wurde im Februar 2020 zum Ständigen Vertreter der Ukraine bei den Vereinten Nationen ernannt. Dieses Amt hatte er bis Dezember 2024 inne. Im Zusammenhang mit der russischen Invasion der Ukraine 2022 äußerte Kyslyzja am 28. Februar 2022 vor der elften Dringlichkeitssitzung der UN-Generalversammlung unter anderem die folgenden Worte:

„If [Putin] wants to kill himself, he doesn’t need to use the nuclear arsenal. He has to do what the guy in Berlin did in a bunker in May 1945.“

„Wenn [Putin] sich umbringen will, muss er nicht das Atomwaffenarsenal einsetzen. Er muss das tun, was der Typ in Berlin im Mai 1945 in einem Bunker getan hat.“

Im Februar 2025 wurde Kyslyzja wieder zum stellvertretenden Außenminister der Ukraine ernannt.